# Steve Brackenridge
Stephen James Brackenridge (sinh ngày 31 tháng 7 năm 1984) là một cầu thủ bóng đá người Anh thi đấu ở vị trí tiền vệ phải cho New Mills. Ông thi đấu cho Macclesfield Town ở Football League.